# Ульфатов, Шариф
Шариф Ульфатов (1922 — неизвестно) — бригадир полеводческой бригады хлопкового совхоза «Семеновод» Курган-Тюбинского района, Таджикской ССР, затем — председатель колхоза, директор совхоза.

## Биография
Родился в 1922 году в одном из селений, современного Бальджуванского района Хатлонской области Республики Таджикистан в крестьянской семье. Таджик.
В ноябре 1941 года был призван в Красную Армию. С августа 1942 по март 1943 года участвовал в боях на Ржевском направлении в составе 1194-го стрелкового полка 359-й стрелковой дивизии. 14 марта был тяжело ранен, в госпитале удалили 5 рёбер. В том же году вернулся домой инвалидом.
С января 1944 года работал в колхозе им. Куйбышева, позднее «Семеновод» сельхозрабочим, затем бригадиром полеводческой бригады. В 1946 году был принят в компартию. В 1947 году его бригада собрала особенно высокий урожай египетского хлопка: 65,8 центнеров с гектара на площади 5,5 гектаров.
Указом Президиума Верховного Совета СССР от 1 апреля 1948 года за получение высоких урожаев хлопка Ульфатову Шарифу присвоено звание Героя Социалистического Труда с вручение ордена Ленина и золотой медали «Серп и Молот».
С 1949 был направлен на курсы руководящих работников. С 1950 года работал председателем колхоза «Победа» Курган-Тюбинского района. За успехи, достигнутые в развитии хлопководства, проявленную инициативу в деле разработке и внедрения новых методов возделывания хлопчатника в 1957 году награждён  орденом Трудового Красного Знамени. Затем работал директором совхоза «Гулистон».
В 1960-е годы неоднократно совершал серьезные аморальные поступки, к 1969 году по партийной линии имел несколько строгих выговоров за попытку изнасилования, за приписки и разбазаривание колхозных средств, сокрытие преступления родственника, обеспечивая ему алиби. В 1969 году решением бюро ЦК КП Таджикистана был исключен из партии, тогда же было инициировано ходатайство о лишении наград.
Указом Президиума Верховного Совета СССР от 22 сентября 1969 года в соответствии со статьей 18 «Общего положения об орденах и медалях Союза ССР» за совершение проступков, порочащих звание орденоносца, Ульфатов Шариф лишён звания Героя Социалистического Труда, золотой медали «Серп и Молот», орденов Ленина и Трудового Красного Знамени.
В дальнейшем работал старшим агрономом в совхозе им. Негмата Карабаева.
Награждён медалями «За отвагу», «За трудовую доблесть», «За победу над Германией». Заслуженный агроном Таджикской ССР.